# Estallo
Estallo – miejscowość w Hiszpanii, w Aragonii, w prowincji Huesca, w comarce Alto Gállego, w gminie Caldearenas, 51 km od miasta Huesca.
Według danych INE z 1991 roku miejscowość zamieszkiwało 21 osób. Wysokość bezwzględna miejscowości jest równa 680 metrów.